# 哥伦比亚 (路易斯安那州)
哥伦比亚（英語：Columbia），是美国路易斯安那州下属的一座城市。根据2010年美国人口普查，该市有人口390人。建置上，属于“town”。